# Leucorrhinia pectoralis
Espèce
Classification phylogénétique
- Hexapodes
  - Insectes
    - Archéognathes
    - CNN (clade non nommé)
      - Thysanoures
      - CNN
        - Odonates
          - Epiproctophora
            - Libellulidae
              - Leucorrhinia
                - L. pectoralis

Statut de conservation UICN

 LC  : Préoccupation mineure
Leucorrhinia pectoralis, la Leucorrhine à gros thorax, est une espèce de libellules de la famille des Libellulidae.

## Description
Cette leucorrhine est longue de 32 à 39 mm. En vol, les mâles peuvent être identifiés grâce à la tache jaune qu'ils présentent au-dessus du segment abdominal S7. Les femelles comme les mâles immatures présentent des taches jaunes sur les segments 1 à 7, mais les femelles ont un abdomen plus large et ne prennent pas de coloration rouge sur les segments 1-6.

## Chorologie

### Habitat
Leucorrhinia pectoralis vit dans les plans d'eau douce souvent mésotrophes, où la végétation est souvent abondante : lacs en forêt, bas marais, bras morts des rivières, canaux peu fréquentés ou à l'abandon. Le cycle larvaire est connu pour durer deux années.

### Répartition
Leucorrhinia pectoralis est une espèce eurasiatique présente en France, en Europe centrale, en Europe orientale, et très localisée au sud des Balkans et en Turquie.

### Statut
Populations souvent petites et localisées, susceptibles de variations, par exemple dans le sud de la Belgique en 2012